# De ring gesloten
De ring gesloten (Noors: Ringen sluttet) is (het autobiografische "Langs overwoekerde paden" niet meegerekend) de laatste roman van de Noorse schrijver en Nobelprijswinnaar Knut Hamsun, verschenen in 1936. De titel van de eerste Nederlandse vertaling (1940) was De cirkel gesloten.

## Intrige
"De ring gesloten" is een grootse studie van een man, Abel Brodersen, die vanaf zijn kinderjaren kansloos in het leven staat en die consequent volhardt in het scheppen van voorwaarden om die situatie te doen voortduren. Hij wordt gedreven door de wil om "naar de bliksem te gaan", om niets te willen. Zijn onverschilligheid en volledig gebrek aan aspiraties ontwikkelt hij geleidelijk tot een soort persoonlijk verdedigingsmechanisme. Met psychologisch inzicht zet Hamsun deze moderne dropout op papier. Met zijn zelfvernietigingsdrang hoort Abel niet thuis in de moderne kapitalistische maatschappij, waarin bezit, consumptie, status, concurrentie en egoïsme de drijfveren zijn. Hamsun schrijft: "Nee, hij hoort hier niet thuis, hij is anders, hij komt uit een grensland. Het grensland waar leven en dood één zijn en de cirkel zich sluit. Zonder illusies".

## Openingszin
Als je aan de kade op de kustboot wacht levert dat niets op, maar het kost ook niets. Alles blijft bij het oude....